# Аниткабир
Аниткабир (гробни споменик) је комплекс маузолеја који се налази у округу Чанкаја у Анкари, у Турској. Служи као почивалиште Мустафе Кемала Ататурка, оснивача и првог председника Републике Турске. Дизајниран је од стране архитеката Емина Оната и Орхана Арде. Изградња Аниткабира је почела 1944. и завршена је 1953. године. Поред маузолеја, комплекс се састоји од разних структура и споменика, као и шумовитог подручја познатог као Парк мира.
Након Ататуркове смрти 10. новембра 1938. године, најављено је да ће се његови остаци чувати у Етнографском музеју у Анкари док не буде изграђен маузолеј у Анкари. Влада је основала комисију за утврђивање локације за маузолеј. На основу извештаја који је припремила комисија, на састанку посланичке групе Републиканске народне странке 17. јануара 1939. одлучено је да се објекат изгради на Расатепеу. Након ове одлуке, отпочели су радови на експропријацији одговарајућег земљишта, а 1. марта 1941. године расписан је међународни конкурс за пројектовање објекта. Градња је почела церемонијом постављања камена темељца 9. октобра 1944. године. Изградња се одвијала у четири етапе, а због одређених проблема и кашњења завршена је у октобру 1953. године, касније него што је планирано. Током изградње извршене су измене у пројекту. Дана 10. новембра 1953. Ататуркови остаци су на церемонији пребачени у Аниткабир. Џемал Гурсел, који је сахрањен 1966. године, и посмртни остаци једанаест људи који су сахрањени између 1960. и 1963. године, ексхумирани су из Аниткабира 1988. године. Гроб Исмета Инонуа налази се у Аниткабиру од 1973. године.
Главна зграда у комплексу је маузолеј, који укључује Ататурков симболични саркофаг у делу познатом као Дворана части, док се његова стварна гробница налази у доњем нивоу зграде. Улаз у комплекс је кроз дрворед под називом Лавов пут, који води до трга за церемоније. Маузолеј се налази на једној страни овог трга, окружен колонадама, док се излаз из комплекса налази на супротној страни. Комплекс има десет кула на четири угла Лављег пута, на излазу са трга за церемоније и на угловима трга, као и две групе скулптура и Ататурков и музеј рата за независност. Све ове структуре, заједно познате као Блок споменика, окружене су шумовитим подручјем под називом Парк мира. Конструкције у комплексу су од армираног бетона и имају површине и подове од разних врста мермера и травертина, као и декоративне елементе израђене техникама рељефа, мозаика, фресака и резбарења. Неокласични стил Другог националног архитектонског покрета садржи елементе инспирисане хетитским, старогрчким, селџучким и отоманским архитектонским стиловима који су током историје вршили утицај на регион који је сада познат као Турска.
О Аниткабиру води рачуна Генералштаб турских оружаних снага, а догађаји који се овде одржавају регулисани су законом. Званичне церемоније комеморације одржавају се у Аниткабиру на државне празнике у Турској и на годишњицу Ататуркове смрти 10. новембра, у организацији владе. Поред ових, свечаности организују и физичка лица и представници правних лица која су укључена у државни протокол. 

## Изградња
Локација одабрана за Аниткабир била је позната као Расатепе (Брдо посматрања), која је, у време архитектонског конкурса за Аниткабир, била централна локација у Анкари и могла је да се види из свих делова града. Археолошким ископавањима откривени су артефакти који припадају фригијској цивилизацији, који су пажљиво откопани и изложени у Музеју анатолских цивилизација, такође у Анкари.
Изградња Аниткабира, која је трајала девет година  и обухватала четири фазе, почела је 9. октобра 1944. церемонијом полагања камена темељца.
Пројекат Аниткабир првобитно је имао засвођену таваницу изнад маузолеја који су носили стубови по ободу. Након проучавања, архитекте су закључиле да је могуће прекрити плафон армирано-бетонском плочом уместо каменим сводом. Ова промена је смањила тежину плафона и такође елиминисала одређене ризике у конструкцији.
Све камење и мермер довозили су из разних крајева Турске. Порозни травертин који се лако обрађује коришћен је за спољне облоге бетонских површина, а мермер за унутрашње површине Дворане части.
Бели травертин који је коришћен за скулптуралне групе, фигуре лавова и стубове маузолеја донет је из Кајсерија, а травертин који се користио у кулама донет је из Полатлија и Маликоја. Црвени и црни травертин који се користио за поплочавање церемонијалног тла и подова кула потиче из Кајсерија. Жути травертин донет из Чанкира коришћен је за изградњу рељефа победе, спољних зидова Дворане части и периметарских стубова церемонијалног терена. Мермери црвене, црне и крем боје који су коришћени на поду Дворане части донети су из Хатаја, Адане и Чанакале, а за унутрашње зидове коришћен је мермер са тиграстим узорком из Афионкарахисара и зелени мермер из Билечика. Саркофаг, монолитни надгробни камен тежак 40 тона, донет је из Адане, а бели мермер који покрива стране саркофага такође је из Афионкарахисара.

## Изглед
Постоје четири главна дела Аниткабира: Пут лавова, Церемонијални трг, Дворана части (локација Ататуркове гробнице) и Парк мира који окружује споменик.
Ататуркова гробница се налази тачно испод симболичног саркофага од 40 тона у приземљу Дворане части, а Ататурково тело је сахрањено испод њега у посебној гробници у приземљу. 
У оквиру локалитета Аниткабир налази се десет кула распоређених у симетричном распореду. Оне симболизују идеале који су утицали на турску нацију и стварање Републике Турске. Куле су сличне по плану и структури: правоугаоне су, са пирамидалним крововима. Бронзани врхови стрела постављени су на врхове кровова, као у традиционалним турским номадским шаторима. Унутар кула, геометријска орнаментика инспирисана традиционалним турским шарама и мотивима ћилима може се наћи на таваницама кула у техници фрескосликарства. Постоје и натписи Ататуркових цитата који одговарају теми те куле.
Ататурков аутомобил Кадилак серије 80 из 1936. године, коришћен између 1936. и 1938. године, изложен је у овој кули.
Кула се налази на улазу у музеј, а рељеф унутар ове куле симболизује повезивање у јединство. Рељеф приказује четири руке које се спајају на дршци мача. Ова композиција симболизује заједничку заклетву нације да ће спасити Турску земљу.

## Архитектонска својства
Период турске архитектуре између 1940. и 1950. године историчари архитектуре класификују као Други национални архитектонски покрет. Овај период карактеришу углавном монументалне, симетричне грађевине обложене тесаним каменом, са великим нагласком на детаљима. Аниткабир садржи карактеристике овог периода и многи га сматрају врхунским спомеником тог доба. Поред тога, Аниткабир има селџучке и османске архитектонске и украсне карактеристике. 

## Галерија
- Пут лавова
- Пут лавова
- Скулптура турских мушкараца, која се налази на улазу у Пут лавова
- Скулптура турских жена, која се налази на улазу у Пут лавова
- Свечана стража на улазу у маузолеј
- Помоћник уклања зној са чувара у Аниткабиру
- Рељеф
- Гробница Исмета Инонуа
- Гробница Исмета Инонуа
- Демонстрације Заштитите своју Републику (14. април 2007.)
- Реверс новчанице од 20 лира (1970-их)
- Реверс новчанице од 5 милиона лира (1990–2005)
- Реверс нове новчанице од 5 лира (2005–2008)
- Људи у минуту тишине на Дан медицине у Турској